# Marie-Madeleine Kalala
Marie-Madeleine Kalala est une femme politique, avocate et militante des droits de la femme congolaise (RDC). Elle a été ministre des Droits humains de la République démocratique du Congo en 2003.

## Biographie
En juillet 2010, elle est élue membre du Panel des sages de l’Union africaine.